# Ларднер, Дионисий
Диони́сий Ла́рднер (англ. Dionysius Lardner, 3 апреля 1793 года, Дублин, Королевство Ирландия — 9 апреля 1859 года, Неаполь, Королевство обеих Сицилий) — ирландский писатель, физик, математик, популяризатор науки. Член Королевского общества Эдинбурга (c 1826) и Лондонского королевского общества (c 1828).

## Биография
Дионисий Ларднер родился в Дублине 3 апреля 1793 года в семье адвоката Уильяма Ларднера. Отец Дионисия предполагал, что сын продолжит его карьеру.
В 1812-м Дионисий Ларднер поступил в дублинский Тринити-колледж, в 1817 году получил степень бакалавра, а в 1819 — магистра.
19 декабря 1815 года женился на Сесилии Флойд, однако с 1820 года они перестали общаться и в 1835-м развелись. Во время разлуки с женой Дионисий начал отношения с замужней женщиной Анной Марией Дарли Бусико́, женой дублинского виноторговца. Считается, что она родила ему сына, Диона Бусико, будущего актёра и драматурга (которому Ларднер оказывал финансовую поддержку до 1840 года). В это же время в Дублине, он начал писать и читать лекции по научным и математическим вопросам, а также посылать статьи для публикации Ирландской академией.

## Избранные публикации на английском языке
- Популярные лекции на тему парового двигателя (англ. Popular Lectures on the Steam Engine; 1828, совместно с Джеймсом Ренуиком);
- Механика (англ. Mechanics; 1830 совместно с Генри Кэйтером);
- Западный мир: том первый, Соединённые штаты (англ. The Western World Vol. 1 United States; 1830);
- Польша (англ. Poland; 1831);
- Трактат об алгебраической геометрии (англ. Treatise on Algebraic Geometry; 1831);
- Трактат о механике: том первый (англ. A Treatise on Mechanics Vol. 1 1831, совместно с Генри Кэйтером);
- Трактат по гидростатике и пневматике (англ. Treatise on Hydrostatics and Pneumatics; 1832, совместно с Бенджамином Франклином Джослиным);
- История Швейцарии (англ. History of Switzerland; 1832, совместно с Джеральдом Фитцжеральдом);
- Лекции на тему парового двигателя (англ. Lectures on the Steam-engine; 1832);
- Исторический взгляд на развитие физико-математических наук (англ. An Historical View of the Progress of the Physical and Mathematical Sciences;1834, совместно с Байденом Пауэллом);
- Паровой Двигатель, просто объяснённый и проиллюстрированный (англ. The Steam Engine Familiarly Explained and Illustrated; 1836; совместно с Джеймсом Ренуиком);
- Курсы лекций поданные Дионисием Ларднером (англ. Courses of Lectures: Delivered by Dionysius Lardner; 1842);
- Ларднеровские очерки универсальной истории (англ. Lardner’s Outlines of Universal History; 1843);
- Исследование причин взрыва локомотивного двигателя «Ричмонд» (англ. Investigation of the Causes of the Explosion of the Locomotive Engine, «Richmond»; 1844);
- Популярные лекции по астрономии (англ. Popular Lectures on Astronomy; 1845, совместно с Франсуа Араго);
- Энциклопедия чистой математики (англ. Encyclopaedia of Pure Mathematics; 1847, совместно с Питером Барлоу и Джорджем Пикоком);
- Первые шесть книг Элементов Евклида (англ. The First Six Books of the Elements of Euclid; 1848);
- Популярные лекции на тему науки и искусства: том первый (англ. Popular Lectures on Science and Art Vol. 1; 1849);
- Железнодорожная экономика (англ. Railway Economy; 1850);
- Рукописи на тему естественной философии и астрономии (англ. Hand-books of Natural Philosophy and Astronomy; 1854);
- Разъяснение обычных вещей (англ. Common Things Explained; 1855);
- Пар и его применение (англ. Steam and Its Uses; 1856);
- Начальный трактат о паровом двигателе (англ. A Rudimentary Treatise on the Steam Engine; 1857);
- Естественная философия для школ (англ. Natural Philosophy for Schools; 1857);
- Рукописи на тему оптики (англ. A Hand-book of Optics; 1858);
- Рукописи на тему естественной философии и астрономии: том первый (англ. Hand-books of Natural Philosophy and Astronomy Vol. 1; 1858).